# كين داربي
كين داربي (بالإنجليزية: Ken Darby)‏ هو ملحن ومغني وشاعر أمريكي، ولد في 13 مايو 1909 في نبراسكا في الولايات المتحدة، وتوفي في 24 يناير 1992 في شيرمان أوكس في الولايات المتحدة.

## وصلات خارجية
- كين داربي على موقع IMDb (الإنجليزية)
- كين داربي على موقع ألو سيني (الفرنسية)
- كين داربي على موقع ميوزك برينز (الإنجليزية)
- كين داربي على موقع تيرنر كلاسيك موفيز (الإنجليزية)
- كين داربي على موقع أول موفي (الإنجليزية)
- كين داربي على موقع قاعدة بيانات برودواي على الإنترنت (الإنجليزية)
- كين داربي على موقع قاعدة بيانات الأفلام السويدية (السويدية)
- كين داربي على موقع أول ميوزيك (الإنجليزية)
- كين داربي على موقع ديسكوغز (الإنجليزية)
- كين داربي على موقع قاعدة بيانات الفيلم (الإنجليزية)